# Фламандский Брабант
Фламандский Браба́нт (нидерл. Vlaams-Brabant, фр. Brabant flamand, нем. Flämisch-Brabant, западнофлам. Vlams-Broabant) — одна из десяти провинций Бельгии и одна из пяти фламандских провинций. Образована 1 января 1995 года в ходе разделения провинции Брабант по языковому принципу на Фламандский Брабант и Валлонский Брабант. Граничит с Восточной Фландрией, провинцией Антверпен, Валлонским Брабантом, провинцией Льеж и Лимбургом. Административный центр — город Лёвен. Состоит из 65 муниципалитетов. На территории Фламандского Брабанта расположен Брюссельский столичный регион — анклав, не входящий в его состав и являющийся субъектом федерации наравне с Фландрией и Валлонией.

## Основные данные
- Площадь: 2 106 км².
- Самая высокая точка: Валсхаутем, 137,33 метра над уровнем моря.
- Важнейшие реки: Дейле, Демер, Сенна.
- Население: 1 076 924 чел. (2010).
- На западе провинции выделяется небольшая живописная холмистая местность Пайоттенланд, на юге — по границе с Валлонией примечателен Суаньский лес.

## Административно-территориальное деление
Провинция разделена на 2 административных округа, распадающихся, в свою очередь, на 65 небольших коммун (см. список ниже), во главе которой стоит избираемый населением муниципальный совет.
| Округ                            | Число коммун | Население, чел. (2010) | Площадь, км² | Плотность, чел./км² |
| -------------------------------- | ------------ | ---------------------- | ------------ | ------------------- |
| Халле-Вилворде                   | 35           | 593 455                | 942,93       | 629,37              |
| Лёвенский административный округ | 30           | 483 469                | 1 163,22     | 415,63              |
| Всего                            | 65           | 1 076 924              | 2106,15      | 511,32              |

### Динамика численности по округам
| Округ                      | 2003      | 2004      | 2005      | 2006      |
| -------------------------- | --------- | --------- | --------- | --------- |
| округ Халле-Вилворде       | 566 884   | 570 896   | 574 184   | 578 227   |
| Лёвенский округ            | 461 947   | 463 175   | 466 077   | 469 399   |
| Фламандский Брабант, Всего | 1 028 831 | 1 034 071 | 1 040 261 | 1 047 626 |

Плотность населения в провинции высока и продолжает увеличиваться. В среднем по региону она приближается к отметке в 370 чел./км², хотя этот показатель варьирует от 106 чел./км² в Бевере до почти 4900 чел./км² в пригородной коммуне Дрогенбос.

## Языки
Единственный официальный язык провинции с 1963 года — нидерландский. При этом 7 коммун (5 из них граничат с Брюссельским столичным округом) предоставляют языковые льготы для франкофонов. В 6 из них (за исключением Бевера) франкофоны составляют абсолютное большинство населения уже как минимум два десятилетия. Во многих других коммунах провинции присутствие франкофонов и аллофонов значительно и постоянно увеличивается, вызывая недовольство этнических фламандцев. В связи с этим Фламандский Брабант — единственная из провинций Бельгии, где помимо губернатора введена должность заместителя губернатора, который должен одинаково хорошо владеть как французским, так и нидерландским языками (и обычно является франкофоном) и ответственен за соблюдение языкового законодательства в муниципалитетах с языковыми льготами. В то же время после роспуска единого избирательного округа Брюссель-Халле-Вилворде в 2011 году для партий Франкоязычного сообщества исчезла возможность непосредственно участвовать в выборах на территории провинции, в результате чего интересы франкофонов представляет только единый список Союза франкофонов, зарегистрированный как избирательный блок на территории Фламандского сообщества.

### Проблема франкоязычного меньшинства
Земли Фламандского Брабанта, особенно так называемая Брюссельская периферия, являются камнем преткновения в разрешении франко-фламандского конфликта, который ставит под угрозу целостность Бельгии.
Несмотря на исключение вопроса о языке и национальности из переписей населения Бельгии по инициативе фламандских националистов после 1963 года, во Фландрии сохраняется франкоязычное меньшинство, обычно оцениваемое в 5 % населения региона. Но оно в основном сконцентрировано в провинции Фламандский Брабант, особенно в западной его части, имеющей льготно-языковые коммуны и даже целый двуязычный избирательный округ Брюссель-Халле-Вилворде. Наиболее остро проблема признания прав франкоязычного меньшинства стоит в коммунах Фламандского Брабанта, где, по оценкам на 2008—2009 годы, проживает не менее 150 тыс. франкофонов, которые составляют от 15 до 20 % населения провинции, в том числе составляют подавляющее большинство в некоторых пригородных коммунах и поселениях.
По данным роддомов Фламандского Брабанта за 2008 год: только 69,1 % детей родились у фламандок, франкофонки составляли 16,8 % рожениц и 14,1 % приходилось на аллофонок разных национальностей. При этом франкофонки дали 25,6 % рождений в округе Брюссель-Халле-Вилворде и 4,3 % в Лёвенском округе (в основном в коммуне Тервюрен).